# Nagrobek-ołtarz św. Jacka
Nagrobek-ołtarz św. Jacka – niearchitektoniczny nagrobek św. Jacka Odrowąża, pierwszego polskiego dominikanina, znajdujący się w kaplicy św. Jacka w kościele Świętej Trójcy w Krakowie.

## Historia
Obecny, czwarty nagrobek św. Jacka powstał ok. 1700 r., najprawdopodobniej z inicjatywy przeora Kazimierza Napolskiego, który prace zlecił najpewniej Baltazarowi Fontanie. Nie zachowały się żadne źródła dotyczące fundacji, stąd jednoznaczne określenie najbardziej podstawowych danych dotyczących dzieła nie jest możliwe. Od momentu ukończeniu prac do dziś uległa istotnym przemianom. Najwięcej zmian dokonano w glorii promienistej, która pierwotnie otaczała całą postać św. Jacka. Pierwsza gloria, z ok. 1700 r., była wykonana ze „znacznie pośledniejszego [w stosunku do drugiej] materiału (np. miedź, drewno)”. W latach 1750–1751 została ona wymieniona na glorię srebrną, ufundowaną przez Jacka Michalczewskiego, ówczesnego predyktora generalnego klasztoru. Wykonanie zostało zlecone Janowi Seredynowi, złotnikowi krakowskiemu. Jego dzieło przetrwało dłużej niż oryginał, bo do ok. połowy XIX wieku – zostało zdemontowane po 1822 r. (ostatnia wzmianka o nim w inwentarzu kościoła), a przed 1874 r. (na rycinach widać już trzecią glorię, inwentarz nie wspomina o piątym aniele z nagrobka, który był istotowy powiązany z glorią). Glorię zastąpiono pozłacanym nimbem, co stanowi znaczne odejście od oryginalnej koncepcji artysty. Na ścianie kaplicy, na wysokości głowy świętego Jacka znajduje się oculus, przez który światło wpada do kaplicy, tym samym tworząc naturalny nimb wokół głowy świętego. Po XIX-wiecznych przeróbkach ten pomysł stał się nieczytelny.
Zmian dokonywano również w obrębie złocenia rzeźb składających się na nagrobek. Nie istnieje naukowcy konsensus dotyczący tego, czy jest ono oryginalnym zamysłem artysty, czy też zostało dodane wtórnie; „[figury] mogły być złocone lub pozostawione w naturalnym kolorze stiuku”. Rzeźby (a wraz z nimi: złocenia) wielokrotnie odnawiano: „w 1872 r. przez Krywulta, 1894 przez Gąseckiego oraz 1931 przez firmę Orleckiego”.
Integralną część nagrobka przez długi czas była dziś nieistniejąca, niewielka figura anioła znajdująca się w centrum kompozycji („piąty śrzodkowy mniejszy”). Rzeźba pochodziła z XVIII wieku, ale była młodsza niż sam nagrobek. Nie pełniła istotnej roli konstrukcyjnej, spełniała jednak zadanie estetyczne – zakrywała pręt, na którym opierała się gloria promienista. Wraz z demontażem glorii aniołek przestał być potrzebny, w związku z czym usunięto go z kompozycji. Nastąpiło to około połowy XIX wieku (ale przed 1874), choć nie jest wykluczona możliwości zniszczenia figury w czasie wielkiego pożaru kościoła z roku 1850.
Ołtarza-nagrobek św. Jacka związany był z alabastrową figurą Matki Boskiej Jackowej z 1. poł. XVI w. Informacja na jej temat pojawiła się w literaturze naukowej już w 1905 r. w „Sprawozdaniach Komisyi do Badania Historyi Sztuki w Polsce”. Zawarty w nich zapis dyskusji nie precyzuje, kto był odkrywcą dzieła, w tekście pada jednak informacja, że rzeźba „dawniej stała na ołtarzu w kaplicy Ś. Jacka, tuż pod trumną kryjącą jego zwłoki”, a „usuniętą ją stamtąd dopiero w 1870 roku, podczas odnowienia kaplicy pod kierunkiem Jana Matejki”. Autorzy nie powołują się jednak na konkretne źródła. W późniejszych badaniach powtórzono informację zawartą w „Sprawozdaniach…”, również nie podając dla niej źródła.
Wtórna wobec oryginalnego projektu jest również powstała w XIX wieku, dostawiona do tumby mensa.

## Autorstwo i datowanie
Kwestia autorstwa dzieła po raz pierwszy poruszona została pod koniec XIX wieku, gdy Sadok Werberger, krakowski dominikanin, zasugerował związek stiukowych dekoracji kaplicy św. Jacka z Baltazarem Fontaną. W późniejszych badaniach tę tezę rozwinął Julian Pagaczewski, przypisując również wykonanie nagrobka Fontanie. Stanowisko Pagaczewskiego podzielili m.in. Mariusz Karpowicz i Michał Kurzej. Jeśli dzieło wykonał Fontana, musiało ono powstać ok. 1700, za przeoratu Kazimierza Napolskiego (1694–1703). Olgierd Zagórowski przypisał realizację Antoniemu Frączkiewiczowi, przesuwając datowanie na ok. 1730.

## Proweniencja stylowa
Olgierd Zagórowski uważał, że bezpośrednią inspiracją dla autora nagrobka był nagrobek Jana Nepomucena z katedry praskiej. Mariusz Karpowicz postulował wyjątkowość formy dzieła, odrzucając z jednej strony zależność praską, z drugiej: wskazując na brak podobnej formy nagrobka w sztuce włoskiej tego czasu. Zdaniem badacza forma nagrobka jest częściowo inspirowana wzorami krakowskimi, częściowo – zupełnie oryginalnym wynalazkiem Fontany. Z poglądami Karpowicza polemizował Kurzej, zauważając związki dzieła z padewskimi relikwiarzami: śś. Niewiniątek i św. Juliana. Zwracając uwagę na związki Padwy, jako ośrodka uniwersyteckiego z krakowską Akademią, a także na powiązania uniwersytetu z dominikanami, Kurzej sugerował wpływ dzieł padewskich na formę nagrobka św. Jacka.